# Minakatella longifila
Minakatella longifila ist eine Art der Schleimpilze aus der Ordnung der Trichiida und die einzige Art der Gattung Minakatella.

## Beschreibung
Die ungestielten oder annähernd ungestielten Fruchtkörper sind dicht gehäuft stehende Sporokarpe, die zu einem Pseudoaethalium vereinigt sein können. Die annähernd rundlichen Sporokarpe haben einen Durchmesser von 0,3 bis 0,5 Millimeter, die Pseudoaethalien von bis zu 2 Millimeter. Das Peridium ist häutig und irisierend.
Das Capillitium besteht aus 1,5 bis 2 Mikrometer starken, glatten bis rauen oder stacheligen, hohlen, eingerollten Fäden, deren Wände ungleichmäßig dick sind und die an den Enden in knolligen Verdickungen auslaufen. Je zwei oder drei der Fäden laufen in flacheren, verbreiterten Verbindungen zusammen, an denen sich oft Bakterien oder Plasmarückstände finden.
Die Sporen sind als Masse rotbraun, einzeln blassrot. Acht bis vierzehn der mit feinen, blassen Warzen besetzten Sporen haften jeweils aneinander, an den nach außen gewandten Stellen ist die Skulpturierung besonders deutlich. Die Sporen haben einen Durchmesser von 10 bis 11 Mikrometer. In polarisiertem Licht leuchten sie gelegentlich auf.

## Verbreitung
Das bekannte Areal der Art reicht von Nordamerika (USA) bis Asien (Japan, Taiwan).

## Systematik und Forschungsgeschichte
Art und Gattung wurden 1921 durch Guilielma Lister erstbeschrieben. Einige Autoren (Nannenga-Bremekamp, Baumann et al.) verstehen sie als eigene Familie Minakatellaceae.

## Nachweise
Fußnoten direkt hinter einer Aussage belegen die einzelne Aussage, Fußnoten direkt hinter einem Satzzeichen den gesamten vorangehenden Satz. Fußnoten hinter einer Leerstelle beziehen sich auf den kompletten vorangegangenen Absatz.
1. 1 2 3  David W. Mitchell: World inventory of myxomycete species - Descriptions and taxonomic references., 2010 Edition, DVD
2. 1 2 3 4 5  Hermann Neubert, Wolfgang Nowotny, Karlheinz Baumann: Die Myxomyceten Deutschlands und des angrenzenden Alpenraumes unter besonderer Berücksichtigung Österreichs. Band 1. Karlheinz Baumann Verlag, Gomaringen 1993, ISBN 3-929822-00-8, S. 160.